# Cooperativa (l'Hospitalet de Llobregat)
La Cooperativa és una obra noucentista de l'Hospitalet de Llobregat (Barcelonès) inclosa a l'Inventari del Patrimoni Arquitectònic de Catalunya.

## Descripció
Edifici de planta baixa i un pis. A la planta baixa s'obren quatre obertures d'arc rebaixat. En aquest nivell l'arrebossat del mur imita carreus i en el centre una motllura llisa horitzontal recorre la façana d'un costat a l'altre resseguint la part superior de les obertures. Al primer pis hi ha quatre portes que donen pas a un balcó corregut amb una gran volada. El balcó té la reixa de ferro i la base de pedra amb la part inferior motllurada. Coronant la façana hi ha un fris amb respiradors i decoració en esgrafiat i, per sobre, hi ha un frontó triangular. Dins el frontó es pot llegir "Sociedad Cooperativa El Respeto Mutuo", i els extrems estan decorats amb florons de terracota.

## Història
Al primer quart de segle XX L'Hospitalet va començar a detectar inquietuds culturals i recreatives que varen ser la causa de la fundació de nombroses agrupacions, casinets i ateneus, de més o menys importància. Aquest n'és un exemple, creada sota el nom de "El Respeto Mútuo", que encara conserva i que es pot llegir en el frontó clàssic. La planta baixa fa funció de magatzem i el primer pis fa de seu de les agrupacions esportives i el bar. Conserva el mobiliari del bar, la barra, els miralls d'origen i els mosaic original.